# Ley de Curie

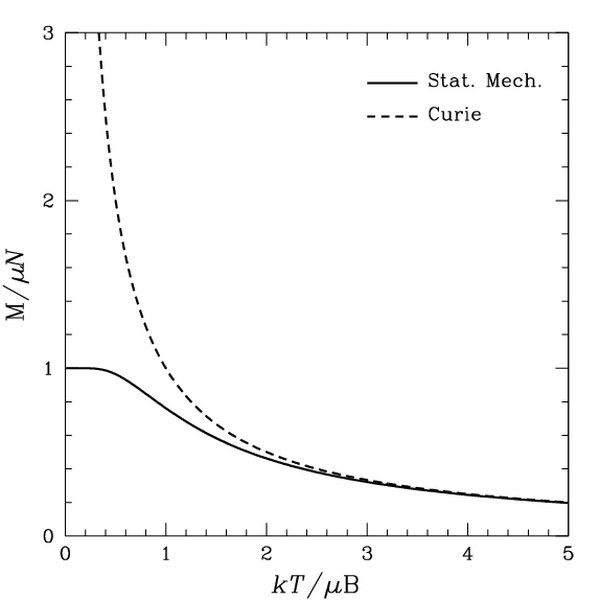
Magnetización de un material paramagnético en función de la temperatura

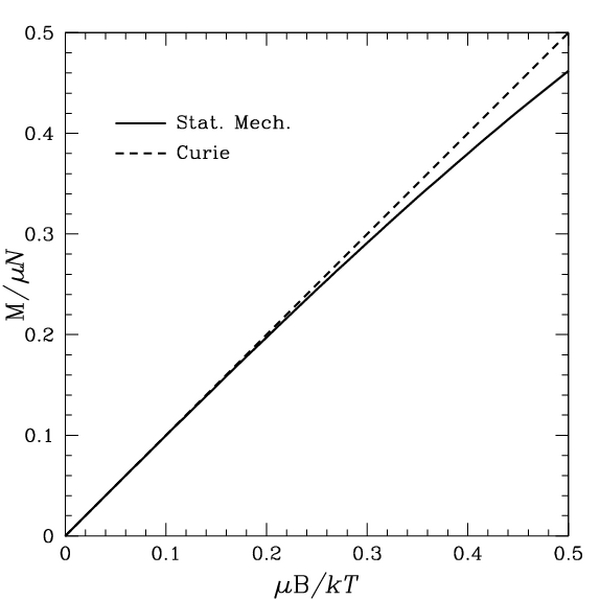
Magnetización de un material paramagnético en función de la temperatura inversa

En un material paramagnético, la ley de Curie establece que la susceptibilidad magnética del material es inversamente proporcional a la temperatura.
Agregando la constante de proporcionalidad, se obtiene la siguiente ecuación:

{\displaystyle \chi _{\rm {m}}={\frac {C}{T}}}

siendo:
- {\displaystyle \chi _{\rm {m}}} es la susceptibilidad magnética, sin unidades.
- {\displaystyle T} es la temperatura absoluta, en kelvin .
- {\displaystyle C>0} es la constante de Curie, específica del material, en kelvin.

La ley indica que los materiales paramagnéticos aumentan su magnetización directamente proporcional al campo aplicado, y son cada vez menos magnéticos al elevarse la temperatura.
La relación fue descubierta experimentalmente por Pierre Curie en 1896. Sin embargo, la Ley sólo es aplicable a temperaturas elevadas o campos magnéticos débiles, ya que falla en la descripción del fenómeno cuando los momentos magnéticos se hallan alineados; es decir, cuando nos acercamos a la saturación magnética. En este punto, la respuesta del campo magnético al campo aplicado deja de ser lineal. Llegado al punto de saturación, la magnetización es la máxima posible y no crece más, independientemente de que se aumente el campo magnético o se reduzca la temperatura.
La ley de Curie-Weiss es una extensión de la ley de Curie para materiales ferromágneticos:

{\displaystyle \chi _{\rm {m}}={\frac {C}{T-T_{\rm {C}}}}}

donde {\displaystyle T_{\rm {C}}} es la temperatura de Curie, en la cual presenta una singularidad. Para temperaturas {\displaystyle T<T_{\rm {C}}}, el material presenta una magnetización espontánea.

## Derivación
Supóngase un sistema de N espines s=1/2 localizados en contacto con un foco térmico. Las energías posibles para un espín son:

{\displaystyle E=-{\boldsymbol {\mu }}\cdot \mathbf {B} =-g\mu _{\rm {B}}Bm_{s}\qquad m_{s}={\frac {1}{2}},-{\frac {1}{2}}\qquad g=2}

dónde B es el campo magnético, μ el momento magnético de un espín y μB es el magnetón de Bohr. La función de partición de uno de estos espines vendrá dado en la colectividad canónica por:

{\displaystyle z=\sum _{l}e^{-\beta E_{l}}=e^{\beta \mu _{\rm {B}}B}+e^{-\beta \mu _{\rm {B}}B}=2\cosh(\beta \mu _{\rm {B}}B)\qquad \beta ={\frac {1}{k_{\rm {B}}T}}}

Dado que los espines se han supuesto independientes, la función de partición total será la función de partición de un espín multiplicada N veces

{\displaystyle Z=z^{N}}

La entalpía libre de Gibbs vendrá dada por:

{\displaystyle G=-{\frac {1}{\beta }}\ln(Z)=-{\frac {N}{\beta }}\ln(2\cosh \beta \mu _{\rm {B}}B)}

Aplicando que en un sistema magnético:

{\displaystyle \chi _{\rm {m}}=-{\frac {\mu _{0}}{V}}\left({\frac {\partial ^{2}G}{\partial B^{2}}}\right)_{T}}

donde se tiene que: 

{\displaystyle \chi _{\rm {m}}=\mu _{0}n\mu _{\rm {B}}^{2}\beta \mathrm {sech} ^{2}(\beta \mu _{\rm {B}}B)}

donde n=N/V.
Para el límite de altas temperaturas T tiende a infinito de modo que {\displaystyle \beta } tiende a 0. En ese límite realizando un desarrollo en serie de Taylor de la secante hiperbólica se tiene que:

{\displaystyle \chi _{\rm {m}}=\mu _{0}n\mu _{\rm {B}}^{2}\beta \mathrm {sech} ^{2}(\beta \mu _{\rm {B}}B)\approx \mu _{0}n\mu _{\rm {B}}^{2}\beta ={\frac {C}{T}}\qquad C={\frac {\mu _{0}\mu _{\rm {B}}^{2}n}{k_{\rm {B}}}}}

Para una derivación más general, ver ley de Brillouin.